# 竹谷賢二
竹谷 賢二（たけや けんじ、1969年11月7日 - ）は、東京都出身の自転車競技（MTB・クロスカントリー）選手。埼玉県立草加南高等学校出身。

## 来歴
サラリーマンライダーとしてMTBクロスカントリーレースに参戦。1999年、チーム・スペシャライズドに加入。2000年に全日本選手権初優勝。31歳でプロライダーに転向後、2003年、2006年、2007年と全日本選手権を制し、計4度の全日本チャンピオンに輝く。2004年、日本代表としてアテネオリンピックに出場。2009年の全日本選手権を最後にMTBプロライダーを引退後は、スペシャライズド契約アドバイザーとして活動している。2012年より本格的にトライアスロンに参戦。

## 主な戦績
2000年
- 全日本選手権 優勝

2001年
- 全日本選手権 2位

2002年
- 世界選手権 オーストリー カプラン 68位
- アジア競技大会 韓国 釜山 優勝
- JCF ナショナルポイントランキング 2位
- JCFジャパンシリーズ 総合1位

2003年
- 全日本選手権 優勝
- JCF ナショナルポイントランキング 1位
- JCFジャパンシリーズ 総合2位

2004年
- アテネオリンピック出場 38位
- 五輪日本代表選手選考大会 優勝
- 全日本選手権 2位
- アジア選手権 優勝
- JCF ナショナルポイントランキング 2位
- JCFジャパンシリーズ 総合2位

2006年
- 世界選手権 ニュージーランド ロトルア 55位
- 全日本選手権 優勝
- JCF ナショナルポイントランキング 1位
- JCFジャパンシリーズ 総合1位

2007年
- 世界選手権 イギリス フォート・ウィリアム 56位
- 全日本選手権 優勝
- JCF ナショナルポイントランキング 1位
- JCFジャパンシリーズ 総合1位

2008年
- 世界選手権 イタリア コメッツァドゥーラ 52位

2009年
- 全日本選手権 2位

2015年
- 全日本選手権 マスターズ 優勝

2016年
- 全日本選手権 マスターズ 優勝

2017年
- 全日本選手権 マスターズ ２位

## 著書
- 『バイシクルトレーニングブック』ベースボールマガジン社、2011年。ISBN 4583103778
- 『バイシクルライディングブック』実業之日本社、2012年。ISBN 4408454036
- 『ロードバイクの作法 やってはいけない64の教え』SBクリエイティブ、2017年。ISBN 4797384530

## 出演
- チャリダー★（NHK BS1）MC・コメンテーター